# 田嶋幸三
田嶋幸三（日语：／ Tashima Kōzō，1957年11月21日—），日本足球運動員，前日本國家足球隊成員，現為日本足球協會會長。

## 生平

### 日本國家足球隊
从1979年到1980年，他共为日本國家足球隊出场7次，打进1球。

### 体育官员生涯
2010年7月，当选日本足球协会副会长，2016年成为会长。2016年至2018年担任东亚足协主席。2020年3月17日，确诊2019新型冠状病毒肺炎。

## 成績
| 日本國家足球隊 | 日本國家足球隊 | 日本國家足球隊 |
| 年             | 出場           | 入球           |
| -------------- | -------------- | -------------- |
| 1979           | 4              | 0              |
| 1980           | 3              | 1              |
| 總和           | 7              | 1              |

## 外部連結
- National Football Teams （页面存档备份，存于）
- Japan National Football Team Database